# 小行星8257
小行星8257（8257 Andycheng）是一颗绕太阳运转的小行星，为主小行星带小行星。该小行星于1982年4月28日发现。

## 轨道参数
小行星8257的轨道半长轴为2.2101839 UA，离心率为0.176。